# Walo Koch

Walo Koch (ca. 1950)

Walo Koch (* 29. November 1896 in Laufenburg/Schweiz; † 18. Juli 1956 in Poschiavo) war ein Schweizer Botaniker und einer der Väter der Pflanzensoziologie. Sein botanisches Autorenkürzel lautet „W.Koch“.

## Leben
Walo Koch war der Sohn eines Arztes. Er besuchte nach der Primar- und Sekundarschule in Rorschach das Gymnasium in St. Gallen, wo er 1916 seine Maturitätsprüfung ablegte. Im selben Jahr begann er sein Studium der Pharmazie an der ETH Zürich. 1920 legte er das Staatsexamen als Apotheker ab.
Bereits 1917 begann er mit pflanzensoziologischen Studien in der Linthebene, die er die nächsten Jahre fortführte. Nach seiner Promotion 1926 zum Dr. rer. nat. unter Anleitung von Carl Schroeter (Thema: Die Vegetationseinheiten der Linthebene) arbeitete er zunächst als Apotheker.
1930 erhielt er eine Anstellung als Konservator am Herbar der ETH Zürich, von der 1939 zum ausserordentlichen Professor für systematische Botanik und Pflanzensoziologie berufen wurde. Neben Floristik und Systematik hat Koch vegetationskundlich gearbeitet und dabei die Methoden der damals junge Pflanzensoziologie wesentlich gefördert. Unter Kochs Nachlass befinden sich Herbarien von Gefässpflanzen und Kryptogamen.
Koch starb auf einer Exkursion ins Berninagebiet, bei der er seine Studenten in die Pflanzenwelt der Alpen einführen wollte.

## Schriften
- Die Vegetationseinheiten der Linthebene unter Berücksichtigung der Verhältnisse in der Nordostschweiz. Systematisch-Kritische Studien. In: Jahrbuch der St. Gallischen Naturwissenschaftlichen Gesellschaft. Band 61, St. Galle: Zollikofern 1926. (Promotionsarbeit Techn. Hochschule Zürich). (Digitalisat im Repositorium der ETH Zürich).